# EASAT-2
EASAT-2, auch Spain-OSCAR 114, SO-114, ist ein spanischer Amateurfunksatellit.
Der Satellit wurde gemeinsam von der AMSAT-EA und Studenten der Europäischen Universität für Luft- und Raumfahrttechnik in Madrid (Fachgebiet Luftfahrzeuge und Fachgebiet Telekommunikationssysteme), sowie mit Beiträgen des Escuela Técnica Superior de Ingeniería - ICAI im Bereich Kommunikation entworfen und gebaut. EASAT-2 ist ein Nano-Satellit, der PocketQube-Bauform 1.5P (5 × 5 × 7,5 cm).
Versuchsfracht ist Basaltmaterial aus Lanzarote, das den Basalten des Mondes ähnelt. Das Material wurde von der Forschungsgruppe für Meteoriten und planetarische Geowissenschaften des spanischen Obersten Rates für Wissenschaftliche Forschung(Consejo Superior de Investigaciones Científicas CSIC) am Institut für Geowissenschaften IGEO (CSIC-UCM) bereitgestellt und als Baumaterial auf dem Mond verwendet werden könnten. Dieses Projekt wurde in Zusammenarbeit mit dem ETSICCP (UPM) gefördert. Ziel des Experiments ist es, die Eigenschaften dieses Materials unter Weltraumbedingungen anhand regelmäßiger Messungen zu bestimmen.

## Mission
Der Satellit wurde am 13. Januar 2022 vom  Space Launch Complex 40 in Florida gestartet. Am 16. Januar konnten Signale des Satelliten empfangen und dekodiert werden.
Am 23. Januar 2022 wurde durch den OSCAR-Nummer-Koordinator der AMSAT-NA die Bezeichnung Spain-OSCAR-114 bzw. SO-114 verliehen.

## Frequenzen
Die Frequenzen wurden von der IARU koordiniert.
- Uplink (MHz): 145,875 MHz (FM (kein CTCSS-Subton) und FSK 50 bps, AFSK, AX.25, APRS 1200 / 2400 bps)
- Downlink (MHz): 436,666 MHz (FM, CW FSK 50 bps, SSTV Robot 36)
- Bake (MHz): 436,666 MHz (Sprachausgabe)
- Rufzeichen: AM5SAT